# Edigu
Edigu, Edigey, İdegäy, Idiku, Edege Mangit i altres nombroses variacions (1352-1419) fou un emir mongol de l'Horda d'Or que va fundar una nova entitat política que va ser coneguda sota el nom d'Horda Nogaï.
Edigu pertanyia a la tribu Manghud (Mangit) de Crimea, i era fill de Baltychak, noble mongol que va ser vençut i mort per Toktamix, Khan de l'Horda d'Or, vers el 1380. Es va fer famós en tant que general de Toktamix abans de girar les seves armes contra el seu amo. El 1388 Timur Kutlugh (o Temur Qutlugh) fill de Timur Malik, antic kan de l'Horda Blava, es va revoltar contra Toktamix i Edigu li va donar suport; derrotats van haver de fugir a territori de Tamerlà al que en endavant van servir. En la guerra entre Toktamix i Tamerlà (que va tenir els moments més greus en les campanyes de 1391 i de 1395 i es va acabar el 1396), Edigu i Timur Kutlugh van establir de facto, i mercès al suport de les forces timúrides, la seva autoritat sobre un territori entre el Volga i el Yaik, que després fou conegut com l'Horda Nogaï. A la sortida de Tamerlà el 1396, Timur Kutlugh es va proclamar kan de l'Horda d'Or i Edigu li va donar suport ocupant el lloc de comandant a cap dels exèrcits de l'Horda d'Or la qual cosa va fer d'ell el verdader dirigent de l'Horda.
El 1398 Toktamix fou derrotat i va haver de fugir a Lituània. Vitautes el Gran li va donar suport i va envair el territori de l'Horda el 1399, però Edigu li va infligir una punyent derrota al riu Vorskla. Llavors va intentar unificar sota la seva autoritat el que havia estat el ulus de Jotxi, cosa que en certa manera va aconseguir per darrera vegada a la història.
El 1406 va acorralar el seu vell enemic Toktamix a Sibèria i el va matar. L'any següent va llançar raids sobre Bulgària del Volga. El 1408, va dirigir una invasió destructora de Rússia, que ja no havia pagat tribut a l'Horda des de feia anys. Edigu va incendiar Nijni Nóvgorod, Gorodets, Rostov, i altres ciutats però no va poder prendre Moscou.
Enfrontat al seu fill Nur al-Din el 1412 es va retirar a Coràsmia. Va retornar el 1415 amb suport de Xah Rukh per imposar el seu candidat al tron (Tjekre Khan) però el 1416 fou derrotat i fet presoner per Ulugh Muhammad Khan, un cap mongol de la família de Toktamix, anys després fundador del Kanat de Kazan.
Fou posat en llibertat i va tornar a l'est; el 1419 va marxar contra un pretendent al tron de nom Kadirberdi que Howorth identifica amb un fill de Toktamix. Kadirberdi i Edigu van morir en la batalla, o segon altres fonts el pretendent va morir en la batalla i Edigu es va ofegar al Sihun. Tenia 67 anys.
La seva dinastia es va mantenir al capdavant de l'Horda de Nogai durant dos segles. Els seus descendents van acabar establerts a Moscou i convertits al cristianisme ortodox sent coneguts com a prínceps Urusov i Yusupov.